# Nobel Biocare
Nobel Biocare ist ein schweizerisches Unternehmen mit Sitz in Kloten. Es wird von Patrik Eriksson geleitet. Nobel Biocare ist einer der weltgrössten Hersteller von Zahnimplantaten.

## Auf einen Blick
Operativ wird Nobel Biocare von Zürich aus geführt. Die Firma ist 1981 als Nobelpharma gegründet und 1996 in Nobel Biocare umbenannt worden. Nobel Biocare ist eine Pionierin auf dem Gebiet der Zahnimplantologie und Weltmarktführerin für innovative ästhetische Dentallösungen. Das Unternehmen konzentriert sich auf die Entwicklung, Produktion und Vermarktung von Dentalimplantaten, Kronen, Brücken sowie Veneers und Laminaten als dentalen Zahnersatz. Nobel Biocare verfügt über sechs Produktionsstätten in Schweden, in den USA, Kanada und Japan. Nobel Biocare besitzt eigene Verkaufsorganisationen in 34 Ländern. Die Aktien der Nobel Biocare Holding AG waren bis zum 10. Juni 2015 an der Schweizer Börse SIX Swiss Exchange kotiert. Nobel Biocare besitzt im Markt für Dentalimplantate einen Weltmarktanteil von 35 Prozent. Das Unternehmen beschäftigt weltweit mehr als 2200 Mitarbeiter und erwirtschaftete 2009 einen Umsatz von 581,4 Millionen Euro. Am 15. September 2014 unterbreitete die Danaher Corporation ein Übernahmeangebot für Nobel Biocare. Dabei wird das Unternehmen mit 2 Mrd. CHF bewertet. Im Dezember 2014 teilte Danaher mit, dass 96,96 % der Aktien im Besitz von Danaher sind. Ein Squeeze-out der verbliebenen Aktionäre und ein Delisting der Aktie wurde am 19. Januar 2015 beantragt.

## Geschichte
- 1981 Das Unternehmen Nobelpharma wird durch Per-Ingvar Brånemark und den schwedischen Rüstungshersteller Bofors gegründet
- Einleitung der Entwicklung der praktischen Ausbildung und Schulung
- 1996 Umbenennung in Nobel Biocare
- 1998 Nach der Übernahme des amerikanischen Unternehmens SteriOss nimmt Nobel Biocare die unangefochtene Führungsposition im Bereich der rekonstruktiven Zahnmedizin ein
- Das Konzept C&B&I (Kronen, Brücken, Implantate) vereinfacht dank integrierten Lösungen die Behandlung sowohl für den Patienten als auch für den Zahnarzt.
- 2002 Gründung der neuen Muttergesellschaft Nobel Biocare Holding AG mit Sitz in Zürich, Schweiz und Zulassung an der Schweizer Börse SWX.
- 2005 Nobel Biocare feiert das 40-jährige Jubiläum von Osseointegration.
- 2014 Danaher übernimmt Nobel Biocare für 2 Mrd. CHF.
- 2015 Squeeze-out und Delisting der Nobel-Biocare-Aktien.